# Asansol
Asansol (em bengali:  আসানসোল, hindi: आसनसोल) é uma cidade e metrópole da Índia, e um dos centros de comércio mais importantes do país. Fica no estado de Bengala Ocidental, no noroeste do estado. Tinha em 2011 1 243 008 habitantes, sendo presentemente a 23.ª maior da Índia. É banhada pelo rio Damodar.